# Lainsecq
Lainsecq is een gemeente in het Franse departement Yonne (regio Bourgogne-Franche-Comté) en telt 331 inwoners (1999). De plaats maakt deel uit van het arrondissement Auxerre.

## Geografie
De oppervlakte van Lainsecq bedraagt 25,4 km², de bevolkingsdichtheid is 13,0 inwoners per km².
De onderstaande kaart toont de ligging van Lainsecq met de belangrijkste infrastructuur en aangrenzende gemeenten.

## Demografie
Onderstaande figuur toont het verloop van het inwonertal (bron: INSEE-tellingen).